# ترانگ ترج
ترانگ ترج (به لاتین: Trung Trạch) یک منطقهٔ مسکونی در ویتنام است که در استان کوانگ‌بن واقع شده‌است.